# Station Kozenji
Station Kōzenji (光善寺駅, Kōzenji-eki) is een spoorwegstation in de Japanse stad Hirakata. Het wordt aangedaan door de Keihan-lijn. Het station heeft twee sporen, gelegen aan twee zijperrons.

## Treindienst

#### Keihan-lijn
| 1 | ■ Keihan-lijn | richting Hirakatashi, Chūshojima, Sanjō en Demachiyanagi    |
| 2 | ■ Keihan-lijn | richting Moriguchishi, Kyōbashi, Yodoyabashi en Nakanoshima |

## Geschiedenis
Het station werd geopend in 1910. Het huidige station stamt uit 1970.

## Overig openbaar vervoer
Bussen van Keihan.

## Stationsomgeving
- Kōzenji-tempel
- Sada-schrijn
- Bibliotheek van Hirakata
- Lawson